# Laurent-Pierre de Jussieu
Laurent-Pierre de Jussieu, född den 7 februari 1792, död den 23 februari 1866, var en fransk pedagog, brorson till Antoine-Laurent de Jussieu, kusin till Adrien de Jussieu.
de Jussieu, som var medlem av deputeradekammaren 1839-42, utmärkte sig genom sina bemödanden att införa växelundervisningen i Frankrike.
Bland hans många berömda, för folkets upplysning avsedda, skrifter märks Simon de Nantua ou le marchand forain (1818), som utgick i över 30 upplagor och översattes till 7 språk.